# 산분령항
산분령항은 경상남도 사천시 실안동에 있는 어항이다. 2002년 10월 18일 어촌정주어항으로 지정하여 관리하고 있다. 시설관리자는 사천시장이다.

## 어항 구역
본 항의 어항구역은 다음과 같다
- 수역: 10,500m2 (사천시 실안동 1096-38(제) 일원)
- 육역: 14,500m2

## 어항 시설
- 방파제 210m, 선착장 117m, 물량장 74m

## 주요 어종
- 볼락, 문어, 쥐노래미, 바지락, 문어